# Federico Fong
Federico Vicente Fong Pharris (San Rafael, California, 1967) conocido simplemente como Federico Fong es un bajista, compositor y productor que ha participado en bandas de rock mexicano tales como Sangre Asteka, Caifanes, La Barranca y Jaguares, Fobia entre otras. En Estados Unidos también formó parte del grupo Hip Hop Hoodíos.
Además de tocar el bajo, Federico se ha desarrollado también como pianista, lo que puede constatarse en los últimos discos de su grupo La Barranca.

## Biografía
Nacido en Estados Unidos, llega a la Ciudad de México a temprana edad y estudia en el Instituto de Música, Liturgia y Arte Cardenal Miranda, sin embargo su primer contacto con la música es a través de un órgano de juguete. Ya en la adolescencia se integra al grupo Pachecos Blues Band. Posteriormente pasa a formar parte de diversas bandas: FZ10, Década Hoy, Las Insólitas Imágenes de Aurora, Kenny y los Eléctricos, Sangre Asteka.
Fong también formó parte del mítico y efímero proyecto La Suciedad de Las Sirvientas Puercas, ideado por el Dr. Fanatik, al lado de Alfonso André, José Manuel Aguilera y Saúl Hernández. Luego de esto, participó como músico invitado en la grabación y la gira del cuarto y último disco de Caifanes, El nervio del volcán (1994).
A finales de 1994 y principios de 1995 junto a José Manuel Aguilera y Alfonso André dan vida a La Barranca, banda que a la larga se convertiría en su proyecto principal. Con ellos graba inicialmente los tres primeros discos del grupo: El fuego de la noche (1996), Tempestad (1997) y Rueda de los tiempos (2000). Paralelamente es invitado por Saúl Hernández para grabar El equilibrio de los jaguares (1996), primer disco de su nuevo proyecto Jaguares. 
Posterior a la grabación de Rueda de los tiempos Federico decide regresar a vivir a Estados Unidos, se instala en Nueva York y continúa su trabajo y formación como músico. En esos años (2001 a 2006) su participación en La Barranca es prácticamente nula, sin embargo siempre mantiene la comunicación y el contacto con sus antiguos compañeros. Durante su estancia neoyorquina se integra a Hip Hop Hoodíos, un grupo de rock y hip hop con el que graba el EP Raza Hoodía (2002) y el LP Agua pa' la gente (2005), primeras producciones discográficas del grupo.
Luego de unos años se muda a Miami y es durante ese tiempo que retoma el trabajo (a larga distancia) con José Manuel Aguilera y Alfonso André, trabajo que a la postre significaría el regreso de la alineación original de La Barranca, la grabación de un nuevo disco (Providencia, 2008) y tiempo después el regreso de Federico a radicar a la Ciudad de México.
Reubicado de nuevo en el DF, Federico continúa su trabajo en La Barranca. En 2010 graban y editan Piedad ciudad, octavo disco del grupo y hacen presentaciones en diversas ciudades tanto de México como de Estados Unidos. En 2011 coproduce el primer disco solista de Alfonso André, Cerro del aire y también participa en las presentaciones en vivo del mismo. A principios de 2012 fue invitado a formar parte de Fobia, grupo al cual se integró sin dejar de lado su trabajo y compromisos con La Barranca.Con Fobia salía de gira y además participó en la grabación del disco Destruye Hogares (2012).
Durante gran parte del 2012 y principios del 2013 graba con La Barranca el noveno disco del grupo, Eclipse de memoria, el cual sale al mercado en mayo y es presentado en vivo el 6 de junio en el Teatro de la Ciudad (DF) y el 5 de julio en el Teatro Diana de Guadalajara.

## Discografía

### ConLa Barranca
- El fuego de la noche (1996)
- Tempestad (1997)
- Día negro (EP, 1997)
- Rueda de los tiempos (2000)
- Providencia (2008)
- Construcción (2008)
- Piedad ciudad (2010)
- Eclipse de memoria (2013)

### ConJaguares
- El equilibrio de los jaguares (1996)
- Crónicas de un laberinto (2005)

### ConHip Hop Hoodíos
- Raza Hoodía (EP) (2002)
- Agua pa' la gente (2005)

### ConFobia
- Destruye Hogares (2012)

### ConCaifanes(músico invitado)
- El nervio del volcán (1994)

### ConAlfonso André
- Mar Rojo (2015)
- Cerro del Aire (2011)

### Como productor
- Cerro del aire, de Alfonso André (2011)
- En los diversos discos de La Barranca en que ha participado también ha fungido como productor.
- Crónicas de ella, Cafeína (2012)
- Mar Rojo, Alfonso André (2015)